# Scagnello
Scagnello (piemontiul: Scagnel) település Olaszországban, Piemont régióban, Cuneo megyében. Lakosainak száma 173 fő (2023. január 1.). Scagnello Battifollo, Ceva, Lisio, Mombasiglio és Monasterolo Casotto községekkel határos.

## Népesség
A település lakossága az elmúlt években az alábbi módon változott:
| Lakosok száma | 188  | 181  | 173  |
|               | 2017 | 2018 | 2023 |